# Mads Riisom
Mads Riisom (født 13. august 1978 i Kongens Lyngby) er en dansk skuespiller.
Riisom er uddannet fra Skuespillerskolen ved Aarhus Teater i 2004. Under sin uddannelse medvirkede han i et afsnit af tv-serien Rejseholdet, og har efterfølgende blandt andet spillet med i Folketeatrets opsætning af En skærsommernatsdrøm i 2004, ligesom han har haft en hovedrolle på Rialto Teatret. Desuden har han haft roller på Det Kongelige Teater, Mammutteatret, Café Teatret, Betty Nansen Teatret og Camp X, samt medvirket i kortfilmen Succubus, instrueret af Brødrene Vrede.
Spillede hovedrollen som Niels Monrad og DR3 satireserien Monrad: I seeernes tjeneste (2017)
Spillede korlederen Torben i DR3 serien Kødkataloget, som han blev Robertnomineret for.
Har medvirket i adskillige film og Tv serier. Har desuden skrevet og instrueret kortfilmene PIV og DEBUT, samt webserien IDIOTEN.

## Filmografi
- Rejseholdet (2000-2003)
- Hjemve (2007)
- Applaus (2009)
- Velsignelsen (2009)
- Skyskraber (2010)
- Dirch
- Når Dyrene Drømmer
- Rosita (2015)
- Under Sandet
- Fuglene Over Sundet
- Gud Taler Ud
- Landet af Glas (2018)
- Den som dræber (2018)